# خانه تقی‌زاده اسکویی
خانه تقی‌زاده اسکویی مربوط به دوره قاجار است و در استان آذربایجان شرقی شهرستان اسکو ، شهر اسکو   خیابان طالقانی، پایتخت، خیابان باهنر، پلاک ۱۲۷ واقع شده و این اثر در تاریخ ۱۰ بهمن ۱۳۸۳ با شمارهٔ ثبت ۱۱۲۶۵ به‌عنوان یکی از آثار ملی ایران به ثبت رسیده است.
اسکو یکی از قطب‌های مهم صنایع دستی و گردشگری در استان آذربایجان شرقی است. شهر اسکو به شهر ملی چاپ باتیک در ایران شناخته می‌شود. شهر اسکو از دیرباز به داشتن فرهنگ بالا و تعداد زیاد افراد تحصیل‌کرده ممتاز و سرآمد در کشور و برخورداری از غنای فرهنگی در منطقهٔ شمال غرب کشور معروف بوده‌است. تحصیل دانش و معرفت از دیرباز مورد علاقهٔ مردم فرهنگ‌دوست و هنرپرور اسکو بوده‌است.